# Guane (Cuba)
Guane è un comune di Cuba, situato nella provincia di Pinar del Río. 
Il pugile Juan Hernández Sierra è nato qui.